# Herinneringsmedaille aan de Campagne in Mexico

Baton

De Herinneringsmedaille aan de Campagne in Mexico (Frans: Médaille commémorative de la campagne du Mexique) was een Franse herinneringsmedaille die in 1863 werd ingesteld om de veteranen van de mislukte poging om in Mexico een Europese heerser te installeren te eren.
De medaille werd in 29 augustus 1863 door keizer Napoleon III van Frankrijk bij Decreet ingesteld. De medaille was gedacht voor allen die aan de Franse interventie hadden meegedaan. De Franse regering had geprobeerd om in Mexico een keizerrijk, naar Europees model met op de troon een Habsburger, keizer Maximiliaan I, te stichten.
De Franse interventie in Mexico mislukte volkomen. De troepen moesten worden teruggetrokken en keizer Maximiliaan werd door een Mexicaans vuurpeloton geëxecuteerd.

## De medaille
Deze medaille kreeg hetzelfde model als de eerdere Franse Herinneringsmedaille aan de Campagne in Italië (1859). De ronde zilveren medaille heeft een brede rand in de vorm van een plastisch uitgevoerde lauwerkrans. Ook daarbinnen is de medaille met het portret van de gelauwerde keizer Napoleon III gelijk aan het door de medailleur Albert Désiré Barre (1818 - 1878) ontworpen voorbeeld. Het rondschrift luidt NAPOLEON III EMPEREUR.

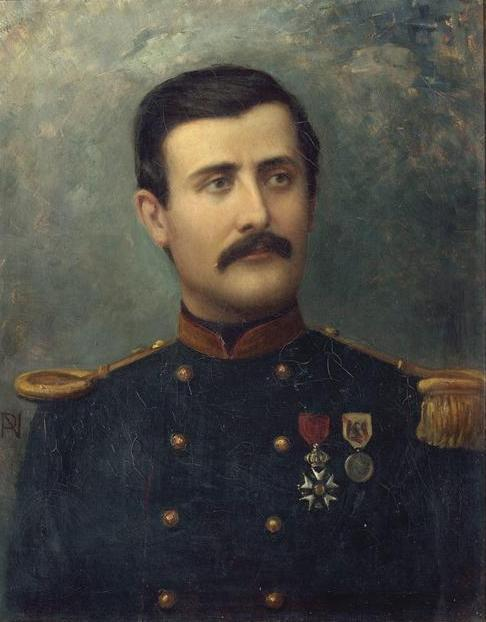
Prins Napoléon Charles Bonaparte met de medaille

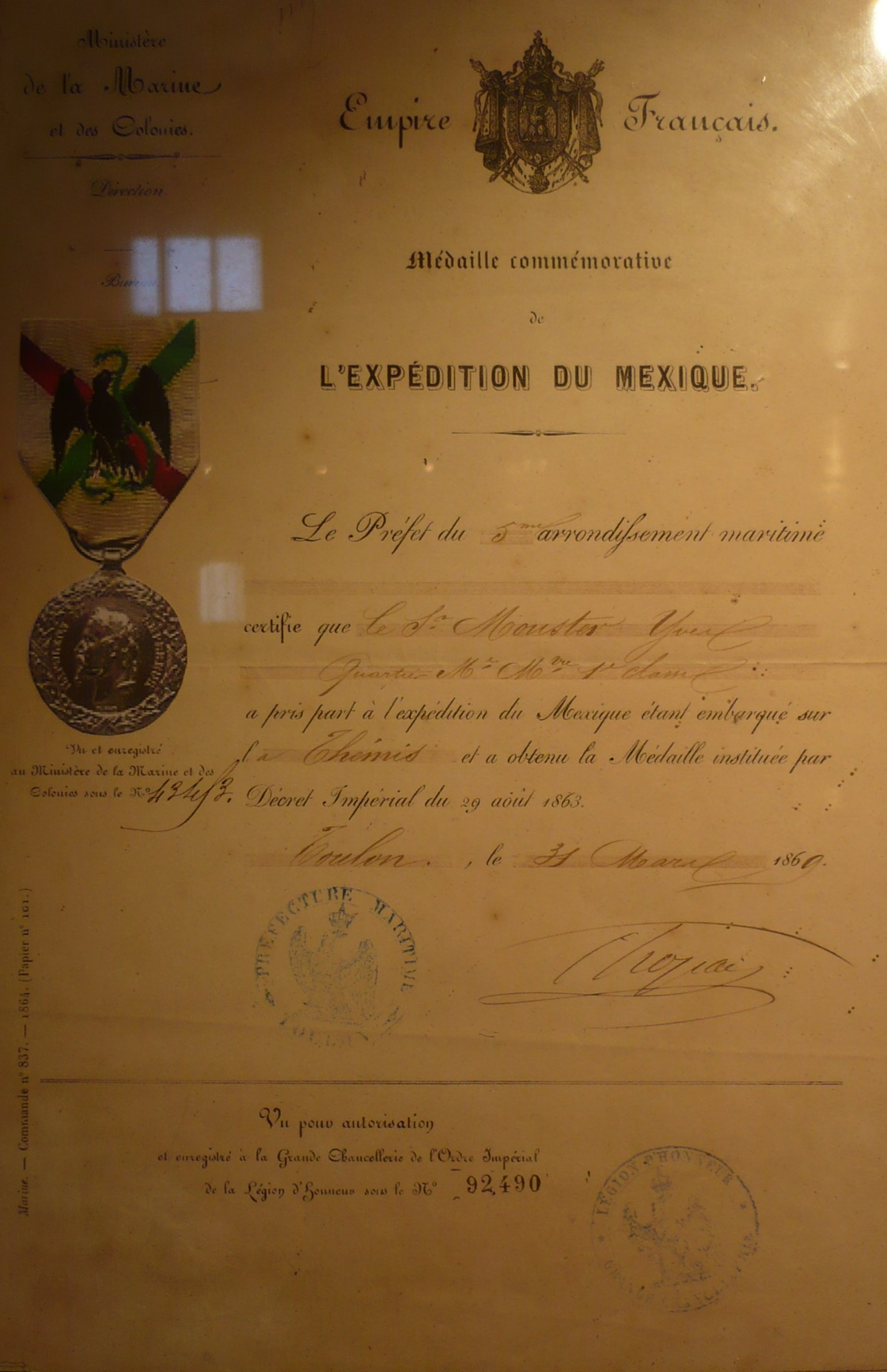
Diploma

Op de keerzijde zijn binnen eenzelfde lauwerkrans en het rondschrift EXPEDITION DE MEXICO 1862 1863 in vijf regels de namen van vier veldslagen, de belegering van Puebla en Mexico vermeld
- Las Cumbres,
- Cerro . Borrego
- San-Lorenzo
- Puebla
- Mexico.

De medaille wordt aan een ivoorkleurig zijden lint op de linkerborst gedragen. Het lint is geborduurd met een Azteekse adelaar met slang in de snavel tegen de achtergrond van een andreaskruis met een rode en een groene balk.
De arend en de slang herinneren aan de Azteekse God Quetzalcoatl, de "gevederde slang" en de mythe over de stichting van de stad Technolitan.
Wanneer men op uniformen geen modelversierselen droeg was een kleine rechthoekige baton voorgeschreven. Daarop was dezelfde afbeelding van de Azteekse adelaar geborduurd als op de grotere linten. Dezelfde medaille werd ook als miniatuur met een doorsnede van 19 millimeter gedragen op bijvoorbeeld een rokkostuum.
De medaille werd 38.000 maal uitgereikt. Aan de medaille was ook een op naam gesteld diploma verbonden.
Van de medaille bestaan verschillende afslagen en varianten. De diameter varieert dan ook van 30 - 30,3 - 30,6 - 31 mm tot 31,5 millimeter. Meestal zijn de medailles gesigneerd met "BARRE" onder de kop van de keizer, ook SACRISTAIN.F., S.F., E.FALOT, FALOT en E.F. komen voor. Soms zijn zij niet gesigneerd. Een bijzonder model is de medaille met als verhoging de gedeeltelijk rood geëmailleerde keizerskroon zoals deze ook voor de kruisen van het Legioen van Eer in de periode rond 1862 werden gebruikt. Deze zijn contemporain maar deze "variante cent-gardes" is niet conform de beschrijving in het stichtingsdecreet vervaardigd. In de 20e eeuw werden door Arthus Bertrand moderne kopieën gemaakt, deze zijn niet gesigneerd.
De originele 19e-eeuwse linten zijn in de loop der jaren sterk verkleurd en gesleten en zij werden vervangen door nieuwe exemplaren. Er zijn 19e-eeuwse linten met borduurssel in afwijkende kleuren zoals een rode slang in plaats van de gebruikelijke groene, bekend.

## De legpenning
Er zijn penningen met een diameter van 30 millimeter bekend. Deze zijn gesigneerd door Désiré-Albert Barre. De penningen hebben in plaats van een lauwerkrans rond de medaille een verhoogde rand

## Protocol
De medaille werd op de linkerborst gedragen. Wanneer men op uniformen geen modelversierselen droeg was een kleine rechthoekige baton in de kleuren van het lint voorgeschreven. De medaille werd ook als miniatuur met een doorsnede van 19 millimeter gedragen op bijvoorbeeld een rokkostuum.